# Iliinka, Antrațît
Iliinka (în ucraineană Іл'їнка) este un sat în comuna Rafailivka din raionul Antrațît, regiunea Luhansk, Ucraina.

## Demografie
Componența lingvistică a localității Iliinka
     Ucraineană (88,46%)
     Rusă (7,69%)
     Română (3,85%)
Conform recensământului din 2001, majoritatea populației localității Iliinka era vorbitoare de ucraineană (88,46%), existând în minoritate și vorbitori de rusă (7,69%) și română (3,85%).